# Drosera derbyensis
Drosera derbyensis ist eine fleischfressende Pflanzenart aus der Gattung Sonnentau (Drosera) in der Familie der Sonnentaugewächse (Droseraceae). Ihr Vorkommen beschränkt sich auf den australischen Bundesstaat Western Australia.

## Beschreibung
Bei Drosera derbyensis handelt es sich um eine ausdauernde krautige Pflanze, die einzelne bodenständige Rosetten bildet. Die Blätter stehen aufrecht bis halb aufrecht, die Blattstiele sind schmal umgekehrt-lanzettlich, 35 bis 45 Millimeter lang, am Ansatz 0,8 bis 1 Millimeter, später 1,3 bis 1,7 Millimeter breit, am Ansatz der Spreite verjüngt bis auf 0,5 bis 0,7. Sie sind auf der Oberseite und der Unterseite dicht wollig mit weißen Haaren besetzt. Die kreisförmigen Blattspreiten sind 2 bis 3 Millimeter lang und ebenso breit, auf der Oberseite mit kleinen sitzenden Drüsen, am Rand mit Fangtentakeln und auf der Unterseite wollig mit weißen Haaren besetzt.
Blütezeit ist von März bis Juni. Die ein bis vier Blütenstandsachsen sind 25 bis 35 Zentimeter lang und tragen in einer Traube 30 bis 50 Blüten, die Blütenstiele sind 1,5 bis 3 Millimeter lang. Die Kelchblätter sind umgekehrt-eiförmig und an der Spitze leicht gekerbt, weiß wollig behaart, 1,7 bis 2 Millimeter lang und 1 bis 1,2 Millimeter breit. Die Kronblätter sind weiß, länglich-rund und rund 4 Millimeter lang sowie rund 2 Millimeter breit. 
Die Staubblätter sind rund 1,5 Millimeter lang. Der Fruchtknoten ist umgekehrt-eiförmig und rund 1 Millimeter lang. Die drei Griffel sind inklusive der Narben rund 1 Millimeter lang.

## Verbreitung
Die Heimat von Drosera derbyensis ist Western Australia, sie wächst dort in der Kimberley-Region auf weißem Sand, der sich in den Senken und Nischen von Aufschlüssen gesammelt hat. In diesem Areal gilt sie als häufig und nicht bedroht.

## Systematik
Die Art wurde 1996 von Allen Lowrie erstbeschrieben, sie gehört zum so genannten „Petiolaris-Komplex“, der die Sektion Lasiocephala der Gattung bildet. Die nächstverwandte Art ist Drosera lanata.